# Ochetorhynchus ruficaudus
Az Ochetorhynchus ruficaudus a madarak (Aves) osztályának verébalakúak (Passeriformes) rendjébe és a fazekasmadár-félék (Furnariidae) családjába tartozó faj.

## Rendszerezése
A fajt Franz Meyen írta le 1838-ban, az Ochetorhynchus nembe Ochetorhynchus ruficaudus néven. Jelenlegi besorolása vitatott, egyes szervezetek áthelyezték az Upucerthia nembe Upucerthia ruficaudus vagy  	Upucerthia ruficauda néven, egyesek továbbra is eredeti helyén jegyzik.

## Előfordulása
Argentína, Bolívia, Chile és  Peru területén honos. Állandó, nem vonuló faj. A természetes élőhelye trópusi és szubtrópusi magaslati bokrosok és köves területek.

## Megjelenése
Átlagos testhossza 19 centiméter, testtömege 28-41 gramm.

## Külső hivatkozások
- Képek az interneten a fajról
- Ibc.lynxeds.com - videók a fajról
- Xeno-canto.org - elterjedési térképe és a faj hangja